# Överskjulen
Överskjulen är en sjö i Kinda kommun i Östergötland och ingår i Motala ströms huvudavrinningsområde. Sjön har en area på 0,107 kvadratkilometer och ligger 125,6 meter över havet. Sjön avvattnas av vattendraget Skjulån.

## Delavrinningsområde
Överskjulen ingår i det delavrinningsområde (641863-149746) som SMHI kallar för Mynnar i Stångåns vattendragsyta. Medelhöjden är 139 meter över havet och ytan är 6,55 kvadratkilometer. Räknas de 2 avrinningsområdena uppströms in blir den ackumulerade arean 36,98 kvadratkilometer. Skjulån som avvattnar avrinningsområdet har biflödesordning 3, vilket innebär att vattnet flödar genom totalt 3 vattendrag innan det når havet efter 164 kilometer. Avrinningsområdet består mestadels av skog (82 procent). Avrinningsområdet har 0,29 kvadratkilometer vattenytor vilket ger det en sjöprocent på 4,4 procent.